# Anders Fægri
Anders Fægri (Hønefoss, 18 agosto 1948) è un allenatore di calcio ed ex calciatore norvegese, di ruolo centrocampista.

## Carriera

### Giocatore

#### Club
Fægri giocò per quasi tutta la sua carriera nel Lyn Oslo, tranne una breve esperienza con il Dallas Tornado.
Nel settembre 1967 si aggregò ai Tornado, partecipando al tour mondiale voluto ed organizzato dal nuovo allenatore del club, il macedone-canadese Bob Kap, che vide la franchigia impegnata in una serie di massacranti incontri tra Africa, Europa, Asia e Oceania. Il tour ebbe effetti devastanti sulla squadra durante la stagione regolare, la prima della neonata NASL, che nonostante l'allontanamento di Kap, inanellò una lunga serie di sconfitte. La squadra chiuse il torneo al quarto ed ultimo posto della Gulf Division, con sole due vittorie e quattro pareggi ottenuti a fronte di ben 26 sconfitte.

### Allenatore
Nel 1979, fu scelto come allenatore del Lyn Oslo, ricoprendo l'incarico fino all'anno seguente. Dal 1981 al 1982, ricoprì lo stesso incarico al Moss. Nel 1983, tornò al Lyn Oslo.

## Palmarès

### Giocatore

#### Competizioni nazionali
- Coppa di Norvegia: 1

Lyn Oslo: 1967